# Jaraco LVL Genk in het seizoen 2021-22
Dit artikel beschrijft volleybalploeg Jaraco LVL Genk in het seizoen 2021-2022 in de Liga Dames.

## Team 2021-'22
| Naam      | Voornaam  | Positie  | Leeftijd | Lengte | Nat                |
| --------- | --------- | -------- | -------- | ------ | ------------------ |
| Meynckens | Laura     | Opposite | 2003     | 183    | Vlag van België    |
| Boom      | Dagmar    | Hoek     | 2000     | 184    | Vlag van Nederland |
| Wijers    | Elisa     | Hoek     | 2004     | 183    | Vlag van België    |
| Humblet   | Charlene  | Midden   | 2000     | 179    | Vlag van België    |
| Humblet   | Maureen   | Libero   | 2000     | 170    | Vlag van België    |
| Gillis    | Lore      | Opposite | 1988     | 183    | Vlag van België    |
| Hawinkel  | Sofie     | Hoek     | 1995     | 183    | Vlag van België    |
| Krenicka  | Baska     | Setter   | 1994     | 178    | Vlag van België    |
| Dekeyser  | Jade      | Setter   | 2001     | 182    | Vlag van België    |
| Bröring   | Kirsten   | Midden   | 2000     | 190    | Vlag van Nederland |
| Krenicky  | Charlotte | Setter   | 2000     | 190    | Vlag van België    |
| Lambrix   | Marie     | Libero   | 2003     | 174    | Vlag van België    |

| Functie              | Naam                           | Nat             |
| -------------------- | ------------------------------ | --------------- |
| T1-Hoofdtrainer      | Julien van de Vyver            | Vlag van België |
| T2-Assistent-trainer | Liesbeth Mouha                 | Vlag van België |
| T3-Assistent-trainer | Stoffel Perilleux              | Vlag van België |
| Scouting             | Jan Diriken                    | Vlag van België |
| Data analyst         | Christophe Van Laethem         | Vlag van België |
| Dokter               | Leonie Geukens                 | Vlag van België |
| Kiné                 | Niels Verheyen & Bart Dingenen | Vlag van België |
| Manager              | Jo Santermans                  | Vlag van België |
|                      | Pieter Walbers                 | Vlag van België |
| Location managers    | Jos Meuffels & José Stas       | Vlag van België |